# Ținutul Adjudului
Ținutul Adjudului a fost o unitate administrativ-teritorială în cadrul Țării Moldovei, care făcea parte din Țara de Jos, avându-și centrul administrativ în târgul Adjud, de la care și-a luat numele.

## Istorie
Ținutul Adjud cuprindea cursul inferior al Trotușului, de la limita cu ținutul Trotuș, împreună cu valea Siretului, în aval de Răcăciuni și amonte de Mărășești. De asemenea, se pomenește de același ținut și într-un hrisov emis de Petru Rareș, în 1527, în timpul primei sale domnii (20 ianuarie 1 527 - 14 septembrie 1 538). În 1566, ținutul Adjudului este menționat în Cronica moldo - polonă a lui Nikolaj Brzeski.
Cele mai importante erau însă dările pe animale, în 1591 gorștina fiind în ținutul Adjudului de 2170 oi, ea fiind urmată de cea pe cornute mari - ialovița și sulgiul. Se pare că cele mai drastice dări erau cele impuse pe vitele mari - văcăritul, cunița, olămul și comăritul